# Horská Papua
Horská Papua (indonésky Papua Pegunungan) je jedna z provincií Indonésie. V roce 2024 zde žilo 1,47 milionu obyvatel. Vznikla v červenci 2022 v souvislosti s vyčleněním několika provincií z provincie Papua (spolu s provinciemi Střední Papua a Jižní Papua). Leží v Západní Nové Guiney jako jediná indonéská provincie, která nemá přístup k moři. Hlavním městem regionu je Jayawijaya. Na východě sousedí s Papua Novou Guineou, na jihu s Jižní Papuou, na západě se Střední Papuou a s Papuou na severu.  
Úředním jazykem provincie je indonéština, nicméně obyvatelé žijící v provincii hovoří také celou řadou dalších jazyků (zejména místních). Přibližně 98 % obyvatel jsou křesťané (z valné většiny protestanti), zbylá 2 % obyvatel vyznávají islám. Je jednou z nejchudších indonéských provincií, má nízký index lidského rozvoje. 